# Estrepsirrins
Els estrepsirrins (Strepsirrhini) (del grec στρέψις (strepsis), 'corbat' i rhis, 'nas') són un subordre dels primats, la principal característica dels quals és la presència de rinari, una àrea de pell nua i humida que envolta el nas. Es troben a Madagascar i al sud-est asiàtic i tenen característiques més primitives que els haplorrins. El seu nas es connecta amb la boca a través d'un solc i tenen els narius envoltats d'una membrana. La mida del cervell és menor i el seu bulb olfactori més gros que els dels haplorrins. La major part tenen les incisives molt juntes i una sola canina. La majoria d'espècies són nocturnes i tenen la cua prènsil. La reproducció segueix un cicle estral. Tenen l'úter amb forma de i grega i nombroses glàndules mamàries. Als estrepsirrins, juntament amb el grup dels tarsers, se'ls sol anomenar «prosimis». Per tant, els prosimis són un grup parafilètic.
El grup conté els lèmurs de Madagascar, els gàlags i pottos de l'Àfrica i els loris asiàtics; aquest subordre ha desaparegut de la major part de l'hemisferi nord degut a les condicions de refredament.

## Etimologia
El nom taxonòmic Strepsirrhini es deriva del grec στρέψις (strepsis) 'corbat' i ῥίς (rhis) 'nas' o 'musell', (genitu, ῥινός [rhinos]), que fa referència a l'aparença dels forats nasals sinuosos (en forma de coma) al rinari o nas humit. El nom va ser utilitzat per primer cop pel naturalista francès Étienne Geoffroy Saint-Hilaire el 1812 com a rang subordinal comparable a Platyrrhini (micos del Nou Món) i Catarrhini (micos de l'Antic Món). En la seva descripció, va fer esment als «forats nasals terminals i sinuosos».
Quan el zoòleg britànic Reginald Innes Pocock va reviure el subordre Strepsirrhini i va definir el subordre Haplorhini el 1918, va ometre la segona erra de tots dos («Strepsirhini» i «Haplorhini» en lloc de «Strepsirrhini» i «Haplorrhini»), tot i que no va treure la segona erra de Platyrrhini o Catarrhini, subordres que també van ser nomenats per É. Geoffroy el 1812. Seguint Pocock, molts investigadors van continuar escrivint Strepsirrhini amb una sola erra fins que les primatòlogues Paulina Jenkins i Prue Napier van assenyalar-ne l'error el 1987.

## Distribució i hàbitat
Els primats adapiformes, actualment extints, es trobaven principalment a Amèrica del Nord, Àsia i Europa, amb algunes espècies a l'Àfrica. Van viure durant l'Eocè, quan aquestes regions tenien climes més tropicals, i van desaparèixer quan el clima es va tornar més fred i sec. Actualment, els lemuriformes estan confinats als tròpics, s'estenen entre els 28° S i els 26° N de latitud. Els lorísids es troben a l'Àfrica equatorial i al Sud-est asiàtic, mentre que els gàlags es limiten a les selves i boscos de l'Àfrica subsahariana. Els lèmurs són endèmics de Madagascar, encara que molta de la seva diversitat i hàbitat s'ha perdut a causa de l'activitat humana recent.
Com la majoria dels primats, els estrepsirrins normalment viuen en les selves tropicals. Aquests hàbitats permeten als estrepsirrinis i altres primats evolucionar en comunitats diverses d'espècies simpàtriques. A les selves tropicals de l'est de Madagascar, entre 11 i 12 espècies poden compartir els mateixos boscos, i abans de l'arribada de l'ésser humà, alguns boscos tenien gairebé el doble d'aquesta diversitat. Diverses espècies de lèmur es troben en boscos més secs i estacionals, incloent-hi els matollars espinosos a la punta sud de l'illa, encara que les comunitats de lèmurs en aquestes regions no són tan riques.

## Comportament
Aproximadament tres quartes parts de totes les espècies d'estrepsirrinis que encara existeixen són nocturnes i, durant el dia dormen en nius fets de fulles seques o en forats d'arbres. Tots els lorisoïdeus d'Àfrica continental i Àsia són nocturns, una circumstància que minimitza la seva competència amb els altres primats de la regió, que són diürns. Els lèmurs de Madagascar, que viuen en absència de primats simis, tenen cicles d'activitat més variables. L'ai-ai, els lèmurs ratolí, els lèmurs llanosos i els lèmurs mostela són nocturns, mentre que els lèmurs de cua anellada i la majoria dels seus familiars, els sifaques i els indri, són diürns. Tanmateix, algunes o totes les espècies de lèmurs marrons (Eulemur) són catemerals, la qual cosa vol dir que poden ser actius durant el dia o la nit, segons factors com la temperatura i la predació. Molts estrepsirrinis que encara existeixen estan ben adaptats per a l'activitat nocturna gràcies als seus ulls relativament grans, les orelles grans i mòbils, els pèls tàctils sensibles, el fort sentit de l'olfacte i el tapetum lucidum darrere de la retina. Entre els adapiformes, la majoria es consideren diürns, amb l'excepció de Pronycticebus i Godinotia d'Europa en l'Eocè mitjà, tots dos amb òrbites grans que suggereixen nocturnitat.
La reproducció en la majoria de les espècies estrepsirrines tendeix a ser estacional, especialment en els lèmurs. Factors clau que afecten la reproducció estacional inclouen la durada de la temporada de pluges i la disponibilitat posterior d'aliments. Com altres primats, els estrepsirrinis són reproductors relativament lents en comparació amb altres mamífers. El seu període de gestació i els intervals entre naixements són generalment llargs, i els joves es desenvolupen lentament, com en els primats haplorrins. A diferència dels simis, alguns estrepsirrinis produeixen dos o tres cries, tot i que alguns només en produeixen una. Aquells que produeixen diverses cries tendeixen a construir nius per als seus joves. Es creu que aquests dos trets són plesiomòrfics (ancestrals) pels primats. Els joves són precocials (relativament madurs i mòbils) en néixer, però no tan coordinats com els ungulats. Les cures de la mare als joves són relativament prolongades en comparació amb molts altres mamífers, i en alguns casos, els joves es subjecten al pèl de la mare amb les seves mans i peus.
Tot i tenir cervells relativament més petits en comparació amb altres primats, els lèmurs han demostrat nivells d'intel·ligència tècnica en la resolució de problemes comparables als que es veuen en els simis. No obstant això, la seva intel·ligència social és diferent, ja que sovint es posa l'èmfasi en la competència dins del grup més que en la cooperació, cosa que pot ser deguda a les adaptacions al seu entorn imprevisible. Tot i que no s'ha observat que els lèmurs utilitzin objectes com a eines a l'estat salvatge, poden ser entrenats per a fer-ho en captivitat i mostren una comprensió bàsica sobre les propietats funcionals dels objectes que utilitzen.

### Sistemes socials i comunicació
Els estrepsirrinis nocturns han estat descrits, tradicionalment, com a solitaris, tot i que aquest terme ja no és usat pels investigadors que els estudien. Molts són considerats cercadors solitaris, però d'altres mostren una organització social complexa i diversa, amb superposicions freqüents en els seus àmbits d'activitat, iniciant contacte social a la nit i compartint llocs de descans durant el dia. Fins i tot els sistemes d'aparellament són variables, com es veu en els lèmurs llanosos, que viuen en parelles monògames per a la cria. A causa d'aquesta diversitat social entre aquests primats solitaris però socials, el nivell d'interacció social és comparable al dels primats diürns, s'han proposat classificacions alternatives per a destacar la seva naturalesa gregària, dispersa o solitària.
Entre els estrepsirrinis que encara existeixen, només els lèmurs diürns han evolucionat per viure en grups multi-mascle/multi-femella, similars a la majoria dels simis vius. Aquest tret social, present en dues famílies de lèmurs vius (Indriidae i Lemuridae), es creu que ha evolucionat de manera independent. Les mides dels grups són més petites en els lèmurs socials que en els simis i, malgrat les similituds, les estructures comunitàries són diferents. La dominància femenina, que és rara entre els simis, és bastant comuna en els lèmurs. Els estrepsirrinis dediquen un temps considerable a l'acicalament mutu. Quan els primats lèmuriformes es netegen, llepen la pell i després la pentinen amb les dents.També fan servir la seva ungla d'acicalament per gratar llocs on no poden arribar amb la boca.
Com els micos del Nou Món, els estrepsirines confien en la marca de feromones per a gran part de la seva comunicació. Això implica estendre secrecions de glàndules odorífiques epidèrmiques a les branques dels arbres, juntament amb la orina i les femtes. En alguns casos, els estrepsirrinis poden fregar-se amb la pròpia orina. També s'utilitzen postures corporals i gestos, encara que tenen el mussell allargat, els llavis no mobils i la reduïda inervació facial restringeixen l'ús d'expressions facials. S'utilitzen crits de curt abast, crits de llarg abast i crits d'alarma. Les espècies nocturnes estan més limitades per la manca de llum, de manera que els seus sistemes de comunicació difereixen dels de les espècies diürnes, fent servir sovint crits de llarg abast per reclamar el seu territori.

### Desplaçament
Els estrepsirrinis vius són predominantment arborícoles, només el lèmur de cua anellada passa una quantitat considerable de temps a terra. La majoria de les espècies són quadrúpedes per al desplaçament arbori, incloent-hi cinc gèneres de lèmurs més petits i nocturns. Els galags, els índrids i els hapalemurs salten des de superfícies verticals, i els indriids estan altament especialitzats per a l'agafada i salt verticals. Els loris, en canvi, són escaladors lents.
Les anàlisis dels esquelets postcraneals dels adapiformes extints suggereixen una varietat de comportaments locomotors. Els adapids europeus Adapis, Palaeolemur i Leptadapis compartien adaptacions per a l'escalada lenta com els loris, encara que podrien haver estat corredors quadrúpedes com els petits micos del Nou Món. Tant el gènere Notharctus com Smilodectes d'Amèrica del Nord i Europolemur d'Europa mostren proporcions de membres i superfícies articulades comparables a les dels lèmurs agafadors i saltadors verticals, però no estaven tan especialitzats com els índrids per a l'agafada vertical, la qual cosa suggereix que corrien al llarg de les branques i no saltaven tant. Els notàrctids Cantius i Pronycticebus semblen haver estat àgils quadrúpedes arborícoles, amb adaptacions comparables als lèmurs marrons.

## Taxonomia
- Subordre Strepsirrhini: prosimis no tarsers
  - Infraordre Chiromyiformes
    - Família Daubentoniidae: ai-ai (1 espècie)

  - Infraordre Lemuriformes
    - Superfamília Cheirogaleoidea
      - Família Cheirogaleidae: lèmurs nans i lèmurs ratolí (33 espècies)

    - Superfamília Lemuroidea
      - Família Indriidae: indris llanosos i afins (19 espècies)
      - Família Lemuridae: lèmurs (22 espècies)
      - Família Lepilemuridae: lèmurs mostela (25 espècies)

  - Infraordre Lorisiformes
    - Família Galagidae: gàlags (19 espècies)
    - Família Lorisidae: loris, potos i afins (11 espècies)

  - Infraordre Adapiformes †
    - Família Adapidae
    - Família Notharctidae
    - Família Sivaladapidae

  - Incertae sedis
    - Gènere Nosmips
    - Família Azibiidae †